# Adam il rompiscatole
Adam il rompiscatole (Adam Ruins Everything) è un programma televisivo statunitense di genere comico-educativo presentata da Adam Conover. La serie mira sul fare luce su false mode e impressioni, e sullo sfatare delle idee sbagliate che pervadono la nostra società.
Negli Stati Uniti la prima stagione debuttò il 29 settembre 2015 su truTV con 12 episodi, ma il 7 gennaio 2016 venne annunciato che sarebbero stati aggiunti altri 14 episodi alla prima stagione. Il 7 dicembre 2016 venne annunciata una seconda stagione di 16 episodi.
In Italia la serie è trasmessa dall'8 marzo 2017 in prima visione da Sky Uno.

## Personaggi
- Adam Conover interpreta Adam Conover, protagonista che fa da guida per il pubblico ed i personaggi secondari dell'episodio. La ragione per la quale rovina le idee popolari è perché lui crede che sapere la verità sia sempre meglio.
- Emily Axford interpreta Emily, insegnante, amico di Adam e moglie di Murph. È una vittima frequente delle rivelazioni di Adam, ma a volte anche lei sfata delle false idee, come nell'episodio 10 (Adam Ruins Sex) e 16 (Adam Ruins Malls).
- Brian Murphy interpreta Murph, insegnante di educazione fisica, amico di Adam e marito di Emily; anche lui è una vittima frequente di Adam.
- Hayley Marie Norman interpreta Haley, amica di Emily che ha iniziato a frequentare Adam.
- Rhea Butcher interpreta Rhea Conover, sorella minore di Adam e avvocato. Possiede la casa dove vive Adam e compare per la prima volta nell'episodio 14 (Adam Ruins Football)
- Nicole Roberts interpreta Kendra, un ex-detenuta e amica di Emily e Adam. Ha fatto da co-presentatrice con Adam nell'episodio 21 (Adam Ruins Prison), il primo in cui compare.

E con la partecipazione degli attori:
- Adam Lustick
- Eliza Skinner

## Doppiaggio italiano
Il doppiaggio italiano è stato curato dalla ADC Group di Milano, direttori del doppiaggio: Marisa Della Pasqua e Claudio Beccari

## Episodi
| Stagione         | Episodi | Prima TV USA | Prima TV Italia |
| ---------------- | ------- | ------------ | --------------- |
| Prima stagione   | 27      | 2015-2016    | 2017            |
| Seconda stagione | 26      | 2017-2018    |                 |
| Terza stagione   | 12      | 2019         |                 |

### Prima stagione
La prima stagione è andata in onda in prima visione negli USA dal 29 settembre 2015 al 27 dicembre 2016 su truTV, invece in Italia dall'8 marzo 2017 al 13 aprile 2017 su Sky Uno.
| nº | Titolo originale                           | Titolo italiano     | Prima TV USA      | Prima TV Italia |
| -- | ------------------------------------------ | ------------------- | ----------------- | --------------- |
| 1  | Adam Ruins Giving                          | Donare              | 29 settembre 2015 | 8 marzo 2017    |
| 2  | Adam Ruins Security                        | Sicurezza           | 6 ottobre 2015    | 20 marzo 2017   |
| 3  | Adam Ruins Cars                            | Auto                | 13 ottobre 2015   | 22 marzo 2017   |
| 4  | Adam Ruins Forensic Science                | Scienza forense     | 20 ottobre 2015   | 22 marzo 2017   |
| 5  | Adam Ruins Restaurants                     | Ristoranti          | 27 ottobre 2015   |                 |
| 6  | Adam Ruins Hygiene                         | Igiene              | 3 novembre 2015   |                 |
| 7  | Adam Ruins Voting                          | Votare              | 10 novembre 2015  |                 |
| 8  | Adam Ruins Work                            | Lavoro              | 17 novembre 2015  |                 |
| 9  | Adam Ruins Summer Fun                      | Vacanze estive      | 1 dicembre 2015   |                 |
| 10 | Adam Ruins Sex                             | Educazione sessuale | 8 dicembre 2015   |                 |
| 11 | Adam Ruins Nutrition                       | Alimentazione       | 15 dicembre 2015  |                 |
| 12 | Adam Ruins Death                           | Morte               | 22 dicembre 2015  |                 |
| 13 | Adam Ruins Hollywood                       | Hollywood           | 23 agosto 2016    |                 |
| 14 | Adam Ruins Football                        | Football            | 30 agosto 2016    |                 |
| 15 | Adam Ruins Weddings                        | Matrimoni           | 6 settembre 2016  |                 |
| 16 | Adam Ruins Malls                           | Centri commerciali  | 13 settembre 2016 |                 |
| 17 | Adam Ruins Animals                         | Animali             | 20 settembre 2016 |                 |
| 18 | Adam Ruins Immigration                     | Immigrazione        | 27 settembre 2016 |                 |
| 19 | Adam Ruins Housing                         |                     | 4 ottobre 2016    |                 |
| S1 | The Adam Ruins Everything Election Special |                     | 25 ottobre 2016   |                 |
| 20 | Adam Ruins Drugs                           |                     | 15 novembre 2016  |                 |
| 21 | Adam Ruins Prison                          |                     | 22 novembre 2016  | 10 aprile 2017  |
| 22 | Adam Ruins the Wild West                   |                     | 29 novembre 2016  | 11 aprile 2017  |
| 23 | Adam Ruins the Internet                    |                     | 6 dicembre 2016   | 12 aprile 2017  |
| 24 | Adam Ruins Justice                         |                     | 13 dicembre 2016  |                 |
| 25 | Adam Ruins Christmas                       | Natale              | 20 dicembre 2016  |                 |
| 26 | Adam Ruins Going Green                     | Ecologia            | 27 dicembre 2016  | 13 aprile 2017  |